# Macrauchenia
Macrauchenia var et langhalset, langbenet og tretået hovdyr fra Sydamerika i den uddøde orden af Litopterna. Slægten kendes kun fra fossiler fra Sydamerika. Arten uddøde i den sene pleistocæn-tid for 20.000-10.000 år f.Kr.
Fossiler af Macrauchenia blev første gang fundet i Argentina i 1834 af Charles Darwin under den anden ekspedition med skibet HMS Beagle. Efter hjemkomsten blev fossilerne givet artsnavnet Macrauchenia patachonica af den engelske palæontolog Richard Owen (1804 – 1892).